# Oliver Robins
Oliver Robins (* 22. Juli 1971) ist ein US-amerikanischer Kinderschauspieler, Schriftsteller und Regisseur.

## Leben und Karriere
Seine erste Filmrolle war 1982 in dem TV Movie Million Dollar Infield. Einige Wochen später, spielte er im ABC TV Movie: Don't go to sleep als Kevin mit. Auch in der Comedy Airplane II: The Sequel spielte er '82 mit. Meist war Robins nur Gastdarsteller im Fernsehen. Bekanntheit erlangte er 1982 durch die Filmreihen Poltergeist und Poltergeist II, The Other Side als Robbie Freeling, der Filmbruder von Carol-Anne (Heather O’Rourke).
1986 kehrte er der Schauspielerei den Rücken und arbeitete fortan im Show Business als Schreiber/Writer und Regisseur. 1999 schrieb er den Film Eating in L.A. . 2000 führte er Regie in seinem ersten Film Dumped und 2004 Roomies.

## Filmografie
- 1982: Million Dollar Infield
- 1982: Poltergeist
- 1982: Wiegenlied des Grauens (Don’t Go to Sleep)
- 1982: Die unglaubliche Reise in einem verrückten Raumschiff (Airplane II: The Sequel)
- 1986: The Twilight Zone (TV-Serie)
- 1986: Poltergeist II – Die andere Seite (Poltergeist II: The Other Side)
- 2008: Man Overboard